# James Noble (Politiker)

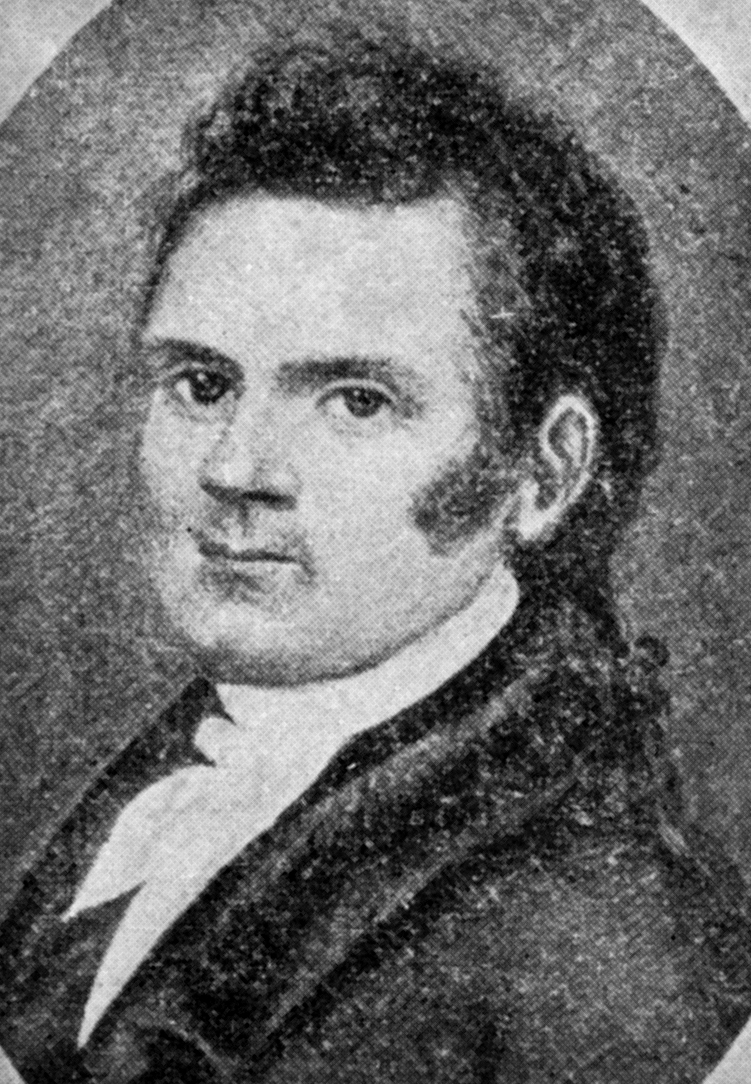
James Noble

James Noble (* 16. Dezember 1785 bei Berryville, Clarke County, Virginia; † 26. Februar 1831 in Washington, D.C.) war ein US-amerikanischer Politiker. Er war einer der beiden ersten US-Senatoren für den Bundesstaat Indiana nach dessen Beitritt zur Union.

## Leben
James Nobles Eltern zogen im Jahr 1795 mit ihrem Sohn nach Kentucky, wo sich die Familie im Campbell County ansiedelte. Er studierte dort später die Rechtswissenschaften und arbeitete nach der Aufnahme in die Anwaltskammer als Jurist. 1808 ließ er sich in Brookville im Indiana-Territorium nieder. Dort betrieb Noble eine Fähre und war auch als Richter tätig. Zudem nahm er 1816 als Vertreter des Franklin County an einem Konvent teil, bei dem die Verfassung für den zukünftigen Bundesstaat entworfen wurde.
1816 wurde Noble als Abgeordneter für die Demokratisch-Republikanische Partei in das erste Repräsentantenhaus von Indiana gewählt. Seine Amtszeit dauerte dort aber nicht lange, da er am 11. Dezember dieses Jahres als einer der beiden ersten US-Senatoren des neuen Bundesstaates neben Waller Taylor in den Kongress in Washington einzog. Er wurde zweimal im Amt bestätigt und war im Senat unter anderem Vorsitzender des Pensionsausschusses. Nach der Auflösung der Democratic Republicans wechselte er zur National Republican Party über.
Während seiner dritten Amtsperiode starb James Noble im Februar 1831 in Washington, wo er auf dem Kongressfriedhof beigesetzt wurde. Das Noble County in Indiana ist nach ihm benannt.